# Tadeusz Kudelski
Tadeusz Kudelski (ur. 3 lipca 1954 w Lubnie, zm. 18 maja 1999 na Mount Evereście) – polski himalaista.

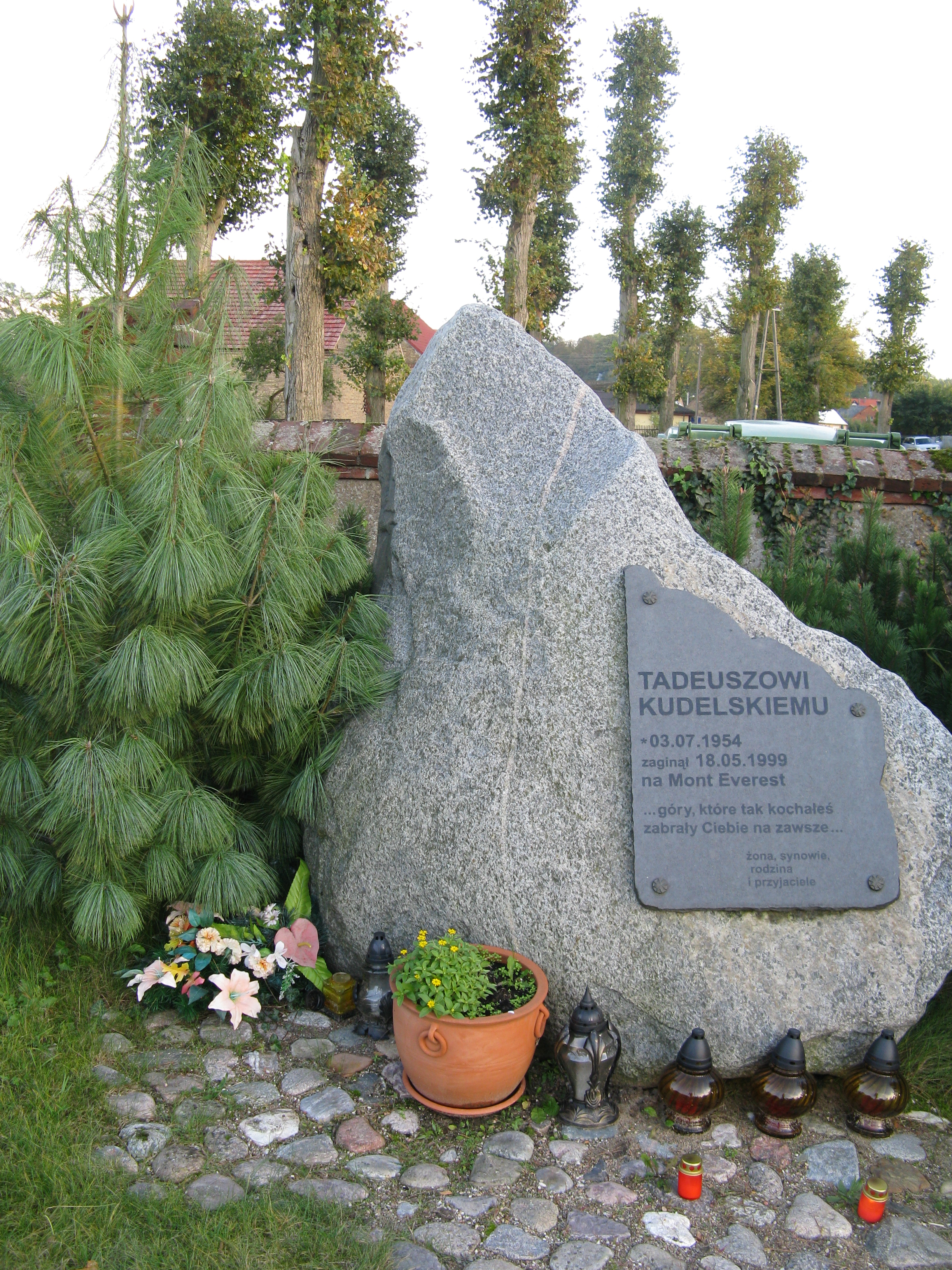
Pomnik upamiętniający tragicznie zmarłego Tadeusza Kudelskiego, znajdujący się na cmentarzu we wsi Lubno (wieś, gdzie się urodził). Głaz, z którego jest pomnik, został przywieziony z łańcucha górskiego Himalaje.

## Życiorys
Mieszkał w Gorzowie Wielkopolskim. W 1978 roku ukończył Zamiejscowy Wydział Kultury Fizycznej w Gorzowie Wielkopolskim Akademii Wychowania Fizycznego im. Eugeniusza Piaseckiego w Poznaniu. W czasie studiów był zawodnikiem w sekcji lekkoatletycznej uczelnianego klubu Sportowego AZS AWF Gorzów. W tym czasie rozwijał działalność wspinaczkową. Wstąpił do Akademickiego Klubu Alpinistycznego i Klubu Wysokogórskiego w Poznaniu. Był nauczycielem wychowania fizycznego. W 1980 roku wziął udział w pierwszej swojej wyprawie w Himalaje, rok później w trzymiesięcznej wyprawie w Andy. W maju 1999 brał udział w wyprawie na Mount Everest organizowanej przez Ryszarda Pawłowskiego. Jako dwunasty Polak stanął w dniu 18 maja około godziny 14. na szczycie najwyższej góry Ziemi, skąd m.in. wraz z Jackiem Masełko nadał relację dla Radia Zet. Złe warunki zmusiły wyprawę do szybkiego zejścia, w trakcie którego Tadeusz Kudelski zaginął, prawdopodobnie spadając pomiędzy Pierwszym a Drugim Uskokiem. Jego ciała do 2015 roku nie odnaleziono. Pośmiertnie odznaczony Złotym Krzyżem Zasługi (1999).